# تهوف (بعدان)

تعديل مصدري - تعديل

تهوف هي إحدى قرى عزلة ضابي بمديرية بعدان التابعة لمحافظة إب، بلغ تعداد سكانها 656 نسمة حسب تعداد اليمن لعام 2004.